# Lechytia sakagamii
Lechytia sakagamii är en spindeldjursart som beskrevs av Kuniyasu Morikawa 1952. Lechytia sakagamii ingår i släktet Lechytia och familjen Lechytiidae. Inga underarter finns listade i Catalogue of Life.